# Grand Prix-wegrace der Naties
De Grand Prix der Naties (Frans: Grand Prix des Nations; Italiaans: Gran Premio Delle Nazioni) voor motorfietsen was een motorsportrace die tussen 1922 en 1990 werd verreden en van 1949 tot en met 1990 meetelde voor het wereldkampioenschap wegrace.

## Geschiedenis

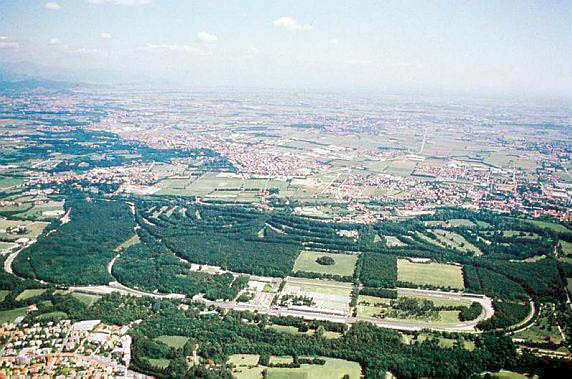
Luchtfoto van het koninklijk park van Monza

Reeds tussen 1914 en 1921 werden in Turijn Grands Prix van Italië georganiseerd. In 1922 was de I. Gran Premio Delle Nazioni de eerste grote race, die op het nieuw gebouwde circuit in het koninklijke park van Monza ten noorden van Milaan verreden werd. In 1924 werd er voor het eerst door de F.I.C.M. met de Grand Prix der Naties een Grand Prix van Europa verreden, waarbij de winnaar tot Europees kampioen van het jaar gekroond werd. Ook in 1925 werden de Europese titels in de verschillende klassen tijdens de Grand Prix der Naties vergeven.
In het jaar 1932 was de Grand Prix der Naties wederom gastheer van de Grand Prix van Europa der F.I.C.M. De race werd voor het eerst op de 3,862 kilometer lange Pista del Littorio, die zich op het terrein van het vliegveld Rome-Urbe ten noorden van Rome bevond verreden. Vanaf 1933 werd de race in het fascistische Italië als Grand Prix van Italië georganiseerd. In 1935 vond er geen Grand Prix plaats, mogelijkerwijs omdat het land wegens de Tweede Italiaans-Ethiopische Oorlog in een moeilijke internationale situatie bevond.
Vanaf 1936 werd de Grand Prix wederom in Monza georganiseerd. In 1938 behoorde hij weer tot het voor het eerst uit meerdere evenementen bestaande Europees kampioenschap. In 1939 was de race voor 24 september voorzien, maar werd echter wegens de uitbraak van de Tweede Wereldoorlog niet verreden.
In de jaren 1947 en 1948 vond de Grand Prix plaats in respectievelijk Milaan en Faenza, daar het parcours van Monza wegens zijn gebruik als militair vliegveld tijdens de Tweede Wereldoorlog eerst weer herbouwd moest worden. In aansluiting op de traditionele betekenis behield de race de naam Gran Premio delle Nazioni.
In 1949 stond de Grand Prix op de kalender van de nieuw in het leven geroepen wereldkampioenschap wegrace en werd op de inmiddels bijna volledig herstelde snelheidspiste van Monza verreden. In de daarop volgende jaren vormde de race begin september meestal de seizoensafsluiting van het wereldkampioenschap. In de jaren 1969 en 1970 vond de Grand Prix der Naties op het Autodromo Enzo e Dino Ferrari van Imola plaats.
Op 11 september 1954 kwam Rupert Hollaus in de training van de 125 cc voor de Grand Prix der Naties bij een ongeluk om het leven. Hij viel in de tweede Lesmo-bocht en liep daarbij een schedelbasisfractuur op waaraan hij nog diezelfde dag overleed. Daar de 23-jarige Oostenrijker reeds rekenkundig zeker was van de WK-titel, werd hij de eerste en tot op heden enige postume solo-wereldkampioen in de geschiedenis van het wereldkampioenschap wegrace.

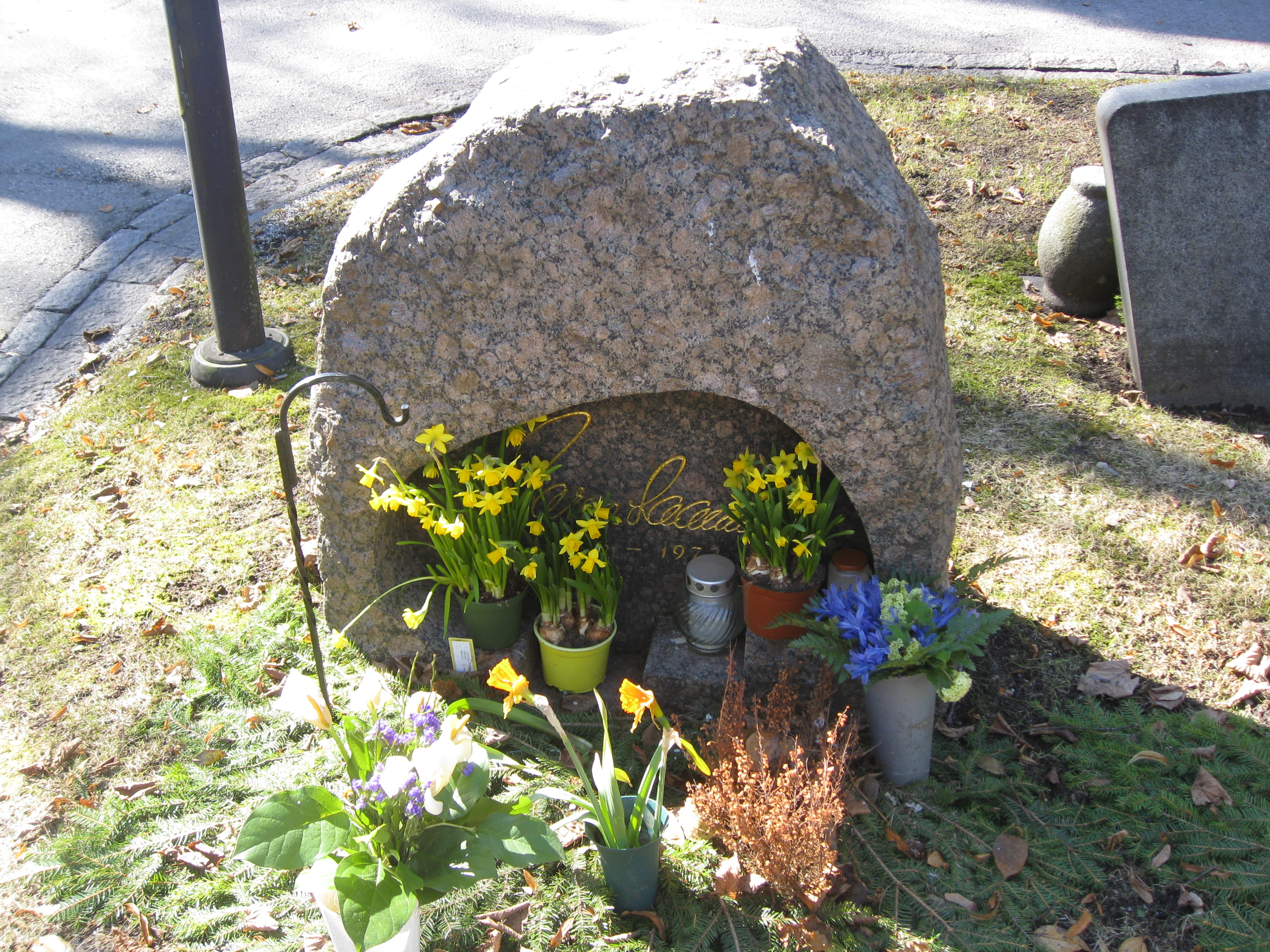
Jarno Saarinens graf. Hij kwam samen met Pasolini om het leven tijdens de Grand Prix der Naties in 1973

Op 20 mei 1973 kwam het bij de Grote Prijs der Naties in Monza tot een van de zwaarste ongevallen in de geschiedenis van het wereldkampioenschap wegrace, waarvan de omstandigheden nooit volledig zijn opgeklaard. In de eerste ronde van de 250 cc-klasse brak Renzo Pasolinis motorfiets, op de tweede plek liggend, in de Curva Grande bij circa 220 km/u naar links uit. De Italiaan werd in de circuitbescherming gesleurd en was op slag dood. Zijn motorfiets vloog in een hoge boog terug op de baan en trof Jarno Saarinen, die direct achter hem lag, aan het hoofd. De Fin werd daardoor ca. 40 meter door de lucht geslingerd en verwondde zich bij het neerkomen op de baan eveneens dodelijk. De uit Pasolinis motorfiets lekkende benzine zette het wegdeel en de voor de veiligheid neergelegde strobalen in brand, waardoor de twaalf volgende bij de val betrokken coureurs zich allen met botbreuken, bloedingen en schaafwonden verwondden. In de daarop volgende uren ontbrandde een strijd tussen coureurs en raceleiding om de start van de komende races, die ten slotte afgezegd werden. Nog op dezelfde avond werd op een persconferentie verklaard, dat Pasolini de val door een rijdersfout veroorzaakt had. Zijn toenmalige teamchef Gilberto Milani en een door Sandro Colombo vervaardigde expertise gingen van een blokkering van de aandrijfas als oorzaak van het ongeluk uit. Andere bronnen voeren Pasos val op de vervuilde baan terug en geven de raceleiding de schuld voor het ongeluk. Deze had verzuimd in de voorgaande 350 cc-race Walter Villa, die door een technisch defect aan zijn Benelli de piste met olie bevuilde, uit de wedstrijd te nemen en de baan in de volgende 30 minuten racepauze te reinigen.
Als gevolg van dit ongeluk werd de Grand Prix der Naties enige tijd niet meer in Monza georganiseerd. Tot 1980 werd er gereden op Imola, Mugello en Misano. In 1981 keerde de race voor het eerst weer naar Monza terug, daarna wisselden de locaties Monza, Misano, Imola en Mugello elkaar af.
In 1990 vond in het Autodromo di Santamonica van Misano Adriatico de laatste Grand Prix der Naties plaats. Vanaf 1991 werd hij vervangen door de Grand Prix van Italië.

## Resultaten van de Grote Prijs der Naties

### Van 1922 tot 1939
(Gekleurde achtergrond = race in het kader van het Europees kampioenschap wegrace)
| Jaar    | Race                                                          | Circuit                                                   | Klasse                                                    | Winnaar                                                   |
| ------- | ------------------------------------------------------------- | --------------------------------------------------------- | --------------------------------------------------------- | --------------------------------------------------------- |
| 1922    | 1e Grote Prijs der Naties                                     | Monza                                                     | 500 cc                                                    | Ernesto Gnesa (Garelli)                                   |
| 1922    | 1e Grote Prijs der Naties                                     | Monza                                                     | 1000 cc                                                   | Amedeo Ruggeri (Harley-Davidson)                          |
|         |                                                               |                                                           |                                                           |                                                           |
| 1923    | 2e Grote Prijs der Naties                                     | Monza                                                     | 350 cc                                                    | Ernesto Gnesa (AJS)                                       |
| 1923    | 2e Grote Prijs der Naties                                     | Monza                                                     | 500 cc                                                    | René Gillard (Peugeot)                                    |
|         |                                                               |                                                           |                                                           |                                                           |
| EK 1924 | 3e Grote Prijs der Naties / Ie. Grote Prijs van de F.I.C.M.   | Monza                                                     | 250 cc                                                    | Maurice van Geert (Rush-Blackburne)                       |
| EK 1924 | 3e Grote Prijs der Naties / Ie. Grote Prijs van de F.I.C.M.   | Monza                                                     | 350 cc                                                    | Jimmie Simpson (AJS)                                      |
| EK 1924 | 3e Grote Prijs der Naties / Ie. Grote Prijs van de F.I.C.M.   | Monza                                                     | 500 cc                                                    | Guido Mentasti (Moto Guzzi)                               |
|         |                                                               |                                                           |                                                           |                                                           |
| EK 1925 | 4e Grote Prijs der Naties / IIe. Grote Prijs van de F.I.C.M.  | Monza                                                     | 175 cc                                                    | Mario Vaga (Maffeis-Blackburne)                           |
| EK 1925 | 4e Grote Prijs der Naties / IIe. Grote Prijs van de F.I.C.M.  | Monza                                                     | 250 cc                                                    | Jock Porter (New Gerrard)                                 |
| EK 1925 | 4e Grote Prijs der Naties / IIe. Grote Prijs van de F.I.C.M.  | Monza                                                     | 350 cc                                                    | Tazio Nuvolari (Bianchi)                                  |
| EK 1925 | 4e Grote Prijs der Naties / IIe. Grote Prijs van de F.I.C.M.  | Monza                                                     | 500 cc                                                    | Mario Revelli di Beaumont (GR-JAP)                        |
|         |                                                               |                                                           |                                                           |                                                           |
| 1926    | 5e Grote Prijs der Naties                                     | Monza                                                     | 175 cc                                                    | Gino Zanchetta (Miller-Balsamo)                           |
| 1926    | 5e Grote Prijs der Naties                                     | Monza                                                     | 250 cc                                                    | Ugo Prini (Moto Guzzi)                                    |
| 1926    | 5e Grote Prijs der Naties                                     | Monza                                                     | 350 cc                                                    | Tazio Nuvolari (Bianchi)                                  |
| 1926    | 5e Grote Prijs der Naties                                     | Monza                                                     | 500 cc                                                    | Achille Varzi (Sunbeam)                                   |
|         |                                                               |                                                           |                                                           |                                                           |
| 1927    | 6e Grote Prijs der Naties                                     | Monza                                                     | 125 cc                                                    | Alfonso Morini (MM)                                       |
| 1927    | 6e Grote Prijs der Naties                                     | Monza                                                     | 175 cc                                                    | Tonino Benelli (Benelli)                                  |
| 1927    | 6e Grote Prijs der Naties                                     | Monza                                                     | 250 cc                                                    | Ugo Prini (Moto Guzzi)                                    |
| 1927    | 6e Grote Prijs der Naties                                     | Monza                                                     | 350 cc                                                    | Tazio Nuvolari (Bianchi)                                  |
| 1927    | 6e Grote Prijs der Naties                                     | Monza                                                     | 500 cc                                                    | Luigi Arcangeli (Sunbeam)                                 |
|         |                                                               |                                                           |                                                           |                                                           |
| 1928    | 7e Grote Prijs der Naties                                     | Monza                                                     | 125 cc                                                    | Arduino Del Monte (MM)                                    |
| 1928    | 7e Grote Prijs der Naties                                     | Monza                                                     | 175 cc                                                    | Arthur Geiss (DKW)                                        |
| 1928    | 7e Grote Prijs der Naties                                     | Monza                                                     | 250 cc                                                    | Mario Ghersi (Moto Guzzi)                                 |
| 1928    | 7e Grote Prijs der Naties                                     | Monza                                                     | 350 cc                                                    | Tazio Nuvolari (Bianchi)                                  |
| 1928    | 7e Grote Prijs der Naties                                     | Monza                                                     | 500 cc                                                    | François Franconi (Sunbeam)                               |
|         |                                                               |                                                           |                                                           |                                                           |
| 1929    | 8e Grote Prijs der Naties                                     | Monza                                                     | 125 cc                                                    | Guido Landi (MM)                                          |
| 1929    | 8e Grote Prijs der Naties                                     | Monza                                                     | 175 cc                                                    | Carlo Baschieri (Benelli)                                 |
| 1929    | 8e Grote Prijs der Naties                                     | Monza                                                     | 250 cc                                                    | Egidio Truzzi (Moto Guzzi)                                |
| 1929    | 8e Grote Prijs der Naties                                     | Monza                                                     | 350 cc                                                    | Amilcare Moretti (Bianchi)                                |
| 1929    | 8e Grote Prijs der Naties                                     | Monza                                                     | 500 cc                                                    | Achille Varzi (Sunbeam)                                   |
|         |                                                               |                                                           |                                                           |                                                           |
| 1930    | 9e Grote Prijs der Naties                                     | Monza                                                     | 175 cc                                                    | Tonino Benelli (Benelli)                                  |
| 1930    | 9e Grote Prijs der Naties                                     | Monza                                                     | 250 cc                                                    | Egidio Truzzi (Moto Guzzi)                                |
| 1930    | 9e Grote Prijs der Naties                                     | Monza                                                     | 350 cc                                                    | Mario Barsanti (Motosacoche)                              |
| 1930    | 9e Grote Prijs der Naties                                     | Monza                                                     | 500 cc                                                    | Tom Bullus (NSU)                                          |
|         |                                                               |                                                           |                                                           |                                                           |
| 1931    | 10e Grote Prijs der Naties                                    | Monza                                                     | 175 cc                                                    | Tonino Benelli (Benelli)                                  |
| 1931    | 10e Grote Prijs der Naties                                    | Monza                                                     | 250 cc                                                    | Riccardo Brusi (Moto Guzzi)                               |
| 1931    | 10e Grote Prijs der Naties                                    | Monza                                                     | 350 cc                                                    | Guido Landi (Velocette)                                   |
| 1931    | 10e Grote Prijs der Naties                                    | Monza                                                     | 500 cc                                                    | Freddie Hicks (AJS)                                       |
|         |                                                               |                                                           |                                                           |                                                           |
| EK 1932 | 11e Grote Prijs der Naties / IXe. Grote Prijs van de F.I.C.M. | Rome                                                      | 175 cc                                                    | Carlo Baschieri (Benelli)                                 |
| EK 1932 | 11e Grote Prijs der Naties / IXe. Grote Prijs van de F.I.C.M. | Rome                                                      | 250 cc                                                    | Riccardo Brusi (Moto Guzzi)                               |
| EK 1932 | 11e Grote Prijs der Naties / IXe. Grote Prijs van de F.I.C.M. | Rome                                                      | 350 cc                                                    | Louis Jeannin (Jonghi)                                    |
| EK 1932 | 11e Grote Prijs der Naties / IXe. Grote Prijs van de F.I.C.M. | Rome                                                      | 500 cc                                                    | Piero Taruffi (Norton)                                    |
|         |                                                               |                                                           |                                                           |                                                           |
| 1933    | 1e Grote Prijs van Italië/ 1º Trofeo della Velocità           | Rome                                                      | 175 cc                                                    | Francesco Lama (MM)                                       |
| 1933    | 1e Grote Prijs van Italië/ 1º Trofeo della Velocità           | Rome                                                      | 250 cc                                                    | Riccardo Brusi (Moto Guzzi)                               |
| 1933    | 1e Grote Prijs van Italië/ 1º Trofeo della Velocità           | Rome                                                      | 350 cc                                                    | Aldo Pigorini (Rudge)                                     |
| 1933    | 1e Grote Prijs van Italië/ 1º Trofeo della Velocità           | Rome                                                      | 500 cc                                                    | Carlo Fumagalli (Miller-Python)                           |
|         |                                                               |                                                           |                                                           |                                                           |
| 1934    | 2e Grote Prijs van Italië/ 2º Trofeo della Velocità           | Rome                                                      | 175 cc                                                    | Amilcare Rossetti (Benelli)                               |
| 1934    | 2e Grote Prijs van Italië/ 2º Trofeo della Velocità           | Rome                                                      | 250 cc                                                    | Riccardo Brusi (Moto Guzzi)                               |
| 1934    | 2e Grote Prijs van Italië/ 2º Trofeo della Velocità           | Rome                                                      | 350 cc                                                    | Aldo Pigorini (Rudge)                                     |
| 1934    | 2e Grote Prijs van Italië/ 2º Trofeo della Velocità           | Rome                                                      | 500 cc                                                    | Omobono Tenni (Moto Guzzi)                                |
|         |                                                               |                                                           |                                                           |                                                           |
| 1935    | afgelast                                                      | afgelast                                                  | afgelast                                                  | afgelast                                                  |
|         |                                                               |                                                           |                                                           |                                                           |
| 1936    | 3e Grote Prijs van Italië/ 3º Trofeo della Velocità           | Monza                                                     | 250 cc                                                    | Giordano Aldrighetti (Moto Guzzi)                         |
| 1936    | 3e Grote Prijs van Italië/ 3º Trofeo della Velocità           | Monza                                                     | 350 cc                                                    | Ragnar Sunnqvist (Husqvarna)                              |
| 1936    | 3e Grote Prijs van Italië/ 3º Trofeo della Velocità           | Monza                                                     | 500 cc                                                    | Omobono Tenni (Moto Guzzi)                                |
|         |                                                               |                                                           |                                                           |                                                           |
| 1937    | 4e Grote Prijs van Italië/ 4º Trofeo della Velocità           | Monza                                                     | 250 cc                                                    | Nello Pagani (Moto Guzzi)                                 |
| 1937    | 4e Grote Prijs van Italië/ 4º Trofeo della Velocità           | Monza                                                     | 350 cc                                                    | Ted Mellors (Velocette)                                   |
| 1937    | 4e Grote Prijs van Italië/ 4º Trofeo della Velocità           | Monza                                                     | 500 cc                                                    | Giordano Aldrighetti (Gilera)                             |
|         |                                                               |                                                           |                                                           |                                                           |
| EK 1938 | 5e Grote Prijs van Italië                                     | Monza                                                     | 250 cc                                                    | Emilio Soprani (Benelli)                                  |
| EK 1938 | 5e Grote Prijs van Italië                                     | Monza                                                     | 350 cc                                                    | Ted Mellors (Velocette)                                   |
| EK 1938 | 5e Grote Prijs van Italië                                     | Monza                                                     | 500 cc                                                    | Georg Meier (BMW)                                         |
|         |                                                               |                                                           |                                                           |                                                           |
| EK 1939 | Wegens het uitbreken van de Tweede Wereldoorlog afgelast.     | Wegens het uitbreken van de Tweede Wereldoorlog afgelast. | Wegens het uitbreken van de Tweede Wereldoorlog afgelast. | Wegens het uitbreken van de Tweede Wereldoorlog afgelast. |

### Van 1947 tot 1948
| Jaar | Race                       | Circuit | Klasse                    | Winnaar                    |
| ---- | -------------------------- | ------- | ------------------------- | -------------------------- |
| 1947 |                            | Milaan  | 250 cc                    | Nino Martelli (Moto Guzzi) |
| 1947 | 500 cc                     | Milaan  | Arciso Artesiani (Gilera) |                            |
|      |                            |         |                           |                            |
| 1948 | 17e Grote Prijs der Naties | Faenza  | 125 cc                    | Franco Bertoni (MV Agusta) |
| 1948 | 17e Grote Prijs der Naties | Faenza  | 250 cc                    | Bruno Ruffo (Moto Guzzi)   |
| 1948 | 17e Grote Prijs der Naties | Faenza  | 500 cc                    | Massimo Masserini (Gilera) |

### Van 1949 tot 1972
| Editie | Jaar | Circuit | Klasse     | 1e                                         | 2e                                            | 3e                                         | Snelste ronde                                                                     |
| ------ | ---- | ------- | ---------- | ------------------------------------------ | --------------------------------------------- | ------------------------------------------ | --------------------------------------------------------------------------------- |
| 27     | 1949 | Monza   | 125 cc     | Gianni Leoni (FB Mondial)                  | Umberto Masetti (Moto Morini)                 | Umberto Braga (FB Mondial)                 | Gianni Leoni (FB Mondial)                                                         |
| 27     | 1949 | Monza   | 250 cc     | Dario Ambrosini (Benelli)                  | Gianni Leoni (Moto Guzzi)                     | Umberto Masetti (Benelli)                  | Dario Ambrosini (Benelli)                                                         |
| 27     | 1949 | Monza   | 500 cc     | Nello Pagani (Gilera)                      | Arciso Artesiani (Gilera)                     | Bill Doran (AJS)                           | Nello Pagani (Gilera)                                                             |
| 27     | 1949 | Monza   | Zijspannen | Ercole Frigerio / Lorenzo Dobelli (Gilera) | Frans Vanderschrick / Martin Whitney (Norton) | Albino Milani / Ezio Ricotti (Gilera)      | Eric Oliver / Denis Jenkinson (Norton)                                            |
|        |      |         |            |                                            |                                               |                                            |                                                                                   |
| 28     | 1950 | Monza   | 125 cc     | Gianni Leoni (FB Mondial)                  | Carlo Ubbiali (FB Mondial)                    | Luigi Zinzani (Moto Morini)                | Carlo Ubbiali (FB Mondial)                                                        |
| 28     | 1950 | Monza   | 250 cc     | Dario Ambrosini (Benelli)                  | Fergus Anderson (Moto Guzzi)                  | Bruno Francisci (Benelli)                  | Dario Ambrosini (Benelli)                                                         |
| 28     | 1950 | Monza   | 350 cc     | Geoff Duke (Norton)                        | Leslie Graham (AJS)                           | Harry Hinton (Norton)                      | Harry Hinton (Norton)                                                             |
| 28     | 1950 | Monza   | 500 cc     | Geoff Duke (Norton)                        | Umberto Masetti (Gilera)                      | Arciso Artesiani (MV Agusta)               | Umberto Masetti (Gilera)                                                          |
| 28     | 1950 | Monza   | Zijspannen | Eric Oliver / Lorenzo Dobelli (Norton)     | Ercole Frigerio / Ezio Ricotti (Gilera)       | Hans Haldemann / Josef Albisser (Norton)   | Eric Oliver / Lorenzo Dobelli (Norton) en Ercole Frigerio / Ezio Ricotti (Gilera) |
|        |      |         |            |                                            |                                               |                                            |                                                                                   |
| 29     | 1951 | Monza   | 125 cc     | Carlo Ubbiali (FB Mondial)                 | Romolo Ferri (FB Mondial)                     | Luigi Zinzani (Moto Morini)                | Carlo Ubbiali (FB Mondial)                                                        |
| 29     | 1951 | Monza   | 250 cc     | Enrico Lorenzetti (Moto Guzzi)             | Tommy Wood (Moto Guzzi)                       | Bruno Ruffo (Moto Guzzi)                   | Bruno Ruffo (Moto Guzzi)                                                          |
| 29     | 1951 | Monza   | 350 cc     | Geoff Duke (Norton)                        | Ken Kavanagh (Norton)                         | Jack Brett (Norton)                        | Geoff Duke (Norton)                                                               |
| 29     | 1951 | Monza   | 500 cc     | Alfredo Milani (Gilera)                    | Umberto Masetti (Gilera)                      | Nello Pagani (Gilera)                      | Alfredo Milani (Gilera)                                                           |
| 29     | 1951 | Monza   | Zijspannen | Albino Milani / Giuseppe Pizzocri (Gilera) | Eric Oliver / Lorenzo Dobelli (Norton)        | Pip Harris / Neil Smith (Norton)           | Eric Oliver / Lorenzo Dobelli (Norton)                                            |
|        |      |         |            |                                            |                                               |                                            |                                                                                   |
| 30     | 1952 | Monza   | 125 cc     | Emilio Mendogni (Moto Morini)              | Carlo Ubbiali (FB Mondial)                    | Leslie Graham (MV Agusta)                  | Guido Sala (MV Agusta)                                                            |
| 30     | 1952 | Monza   | 250 cc     | Enrico Lorenzetti (Moto Guzzi)             | Werner Haas (NSU)                             | Fergus Anderson (Moto Guzzi)               | Werner Haas (NSU) en Enrico Lorenzetti (Moto Guzzi)                               |
| 30     | 1952 | Monza   | 350 cc     | Ray Amm (Norton)                           | Rod Coleman (AJS)                             | Robin Sherry (AJS)                         | Ray Amm (Norton)                                                                  |
| 30     | 1952 | Monza   | 500 cc     | Leslie Graham (MV Agusta)                  | Umberto Masetti (Gilera)                      | Nello Pagani (Gilera)                      | Leslie Graham (MV Agusta)                                                         |
| 30     | 1952 | Monza   | Zijspannen | Ernesto Merlo / Dino Magri (Gilera)        | Cyril Smith / Les Nutt (Norton)               | Albino Milani / Giuseppe Pizzocri (Gilera) | Ernesto Merlo / Dino Magri (Gilera)                                               |
|        |      |         |            |                                            |                                               |                                            |                                                                                   |
| 31     | 1953 | Monza   | 125 cc     | Werner Haas (NSU)                          | Emilio Mendogni (Moto Morini)                 | Carlo Ubbiali (MV Agusta)                  | Werner Haas (NSU)                                                                 |
| 31     | 1953 | Monza   | 250 cc     | Enrico Lorenzetti (Moto Guzzi)             | Werner Haas (NSU)                             | Alano Montanari (Moto Guzzi)               | Enrico Lorenzetti (Moto Guzzi)                                                    |
| 31     | 1953 | Monza   | 350 cc     | Enrico Lorenzetti (Moto Guzzi)             | Fergus Anderson (Moto Guzzi)                  | Duilio Agostini (Moto Guzzi)               | Enrico Lorenzetti (Moto Guzzi)                                                    |
| 31     | 1953 | Monza   | 500 cc     | Geoff Duke (Gilera)                        | Dickie Dale (Gilera)                          | Libero Liberati (Gilera)                   | Dickie Dale (Gilera)                                                              |
| 31     | 1953 | Monza   | Zijspannen | Eric Oliver / Stanley Dibben (Norton)      | Cyril Smith / Les Nutt (Norton)               | Jacques Drion / Inge Stoll (Norton)        | Eric Oliver / Stanley Dibben (Norton) en Cyril Smith / Les Nutt (Norton)          |
|        |      |         |            |                                            |                                               |                                            |                                                                                   |
| 32     | 1954 | Monza   | 125 cc     | Guido Sala (MV Agusta)                     | Tarquinio Provini (FB Mondial)                | Carlo Ubbiali (MV Agusta)                  | Carlo Ubbiali (MV Agusta)                                                         |
| 32     | 1954 | Monza   | 250 cc     | Arthur Wheeler (Moto Guzzi)                | Romolo Ferri (Moto Guzzi)                     | Kurt Knopf (NSU)                           | Arthur Wheeler (Moto Guzzi)                                                       |
| 32     | 1954 | Monza   | 350 cc     | Fergus Anderson (Moto Guzzi)               | Enrico Lorenzetti (Moto Guzzi)                | Ken Kavanagh (Moto Guzzi)                  | Fergus Anderson (Moto Guzzi)                                                      |
| 32     | 1954 | Monza   | 500 cc     | Geoff Duke (Gilera)                        | Umberto Masetti (Gilera)                      | Carlo Bandirola (MV Agusta)                | Geoff Duke (Gilera)                                                               |
| 32     | 1954 | Monza   | Zijspannen | Wilhelm Noll / Fritz Cron (BMW)            | Cyril Smith / Stanley Dibben (Norton)         | Willi Faust / Karl Remmert (BMW)           | Wilhelm Noll / Fritz Cron (BMW)                                                   |
|        |      |         |            |                                            |                                               |                                            |                                                                                   |
| 33     | 1955 | Monza   | 125 cc     | Carlo Ubbiali (MV Agusta)                  | Remo Venturi (MV Agusta)                      | Rudolf Grimas (FB Mondial)                 | Carlo Ubbiali (MV Agusta)                                                         |
| 33     | 1955 | Monza   | 250 cc     | Carlo Ubbiali (MV Agusta)                  | Hans Baltisberger (Moto Guzzi)                | Sammy Miller (NSU)                         | Hans Baltisberger (Moto Guzzi)                                                    |
| 33     | 1955 | Monza   | 350 cc     | Dickie Dale (Moto Guzzi)                   | Bill Lomas (Moto Guzzi)                       | Ken Kavanagh (Moto Guzzi)                  | Bill Lomas (Moto Guzzi)                                                           |
| 33     | 1955 | Monza   | 500 cc     | Umberto Masetti (MV Agusta)                | Reg Armstrong (Gilera)                        | Geoff Duke (Gilera)                        | Geoff Duke (Gilera)                                                               |
| 33     | 1955 | Monza   | Zijspannen | Wilhelm Noll / Fritz Cron (BMW)            | Walter Schneider / Hans Strauß (BMW)          | Jacques Drion / Inge Stoll (Norton)        | Albino Milani / Onbekend (Gilera)                                                 |
|        |      |         |            |                                            |                                               |                                            |                                                                                   |
| 34     | 1956 | Monza   | 125 cc     | Carlo Ubbiali (MV Agusta)                  | Tarquinio Provini (FB Mondial)                | Renato Sartori (FB Mondial)                | Tarquinio Provini (FB Mondial)                                                    |
| 34     | 1956 | Monza   | 250 cc     | Carlo Ubbiali (MV Agusta)                  | Enrico Lorenzetti (Moto Guzzi)                | Remo Venturi (Moto Guzzi)                  | Carlo Ubbiali (MV Agusta)                                                         |
| 34     | 1956 | Monza   | 350 cc     | Libero Liberati (Gilera)                   | Dickie Dale (Moto Guzzi)                      | Roberto Colombo (MV Agusta)                | Libero Liberati (Gilera)                                                          |
| 34     | 1956 | Monza   | 500 cc     | Geoff Duke (Gilera)                        | Libero Liberati (Gilera)                      | Pierre Monneret (Gilera)                   | Geoff Duke (Gilera) en Libero Liberati (Gilera)                                   |
| 34     | 1956 | Monza   | Zijspannen | Albino Milani / Rossino Milani (Gilera)    | Pip Harris / Ray Campbell (Norton)            | Fritz Hillebrand / Manfred Grunwald (BMW)  | Albino Milani / Rossino Milani (Gilera)                                           |
|        |      |         |            |                                            |                                               |                                            |                                                                                   |
| 35     | 1957 | Monza   | 125 cc     | Carlo Ubbiali (MV Agusta)                  | Sammy Miller (FB Mondial)                     | Luigi Taveri (MV Agusta)                   | Carlo Ubbiali (MV Agusta)                                                         |
| 35     | 1957 | Monza   | 250 cc     | Tarquinio Provini (FB Mondial)             | Remo Venturi (MV Agusta)                      | Enrico Lorenzetti (Moto Guzzi)             | Tarquinio Provini (FB Mondial)                                                    |
| 35     | 1957 | Monza   | 350 cc     | Bob McIntyre (Gilera)                      | Giuseppe Colnago (Moto Guzzi)                 | Libero Liberati (Gilera)                   | Alano Montanari (Moto Guzzi)                                                      |
| 35     | 1957 | Monza   | 500 cc     | Libero Liberati (Gilera)                   | Geoff Duke (Gilera)                           | Alfredo Milani (Gilera)                    | Libero Liberati (Gilera)                                                          |
| 35     | 1957 | Monza   | Zijspannen | Albino Milani / Rossino Milani (Gilera)    | Cyril Smith / Eric Bliss (Norton)             | Florian Camathias / Hilmar Cecco (BMW)     | Albino Milani / Rossino Milani (Gilera)                                           |
|        |      |         |            |                                            |                                               |                                            |                                                                                   |
| 36     | 1958 | Monza   | 125 cc     | Bruno Spaggiari (Ducati)                   | Alberto Gandossi (Ducati)                     | Francesco Villa (Ducati)                   | Bruno Spaggiari (Ducati)                                                          |
| 36     | 1958 | Monza   | 250 cc     | Emilio Mendogni (Moto Morini)              | Giampiero Zubani (Moto Morini)                | Carlo Ubbiali (MV Agusta)                  | Giampiero Zubani (Moto Morini)                                                    |
| 36     | 1958 | Monza   | 350 cc     | John Surtees (MV Agusta)                   | John Hartle (MV Agusta)                       | Geoff Duke (Norton)                        | John Surtees (MV Agusta)                                                          |
| 36     | 1958 | Monza   | 500 cc     | John Surtees (MV Agusta)                   | Remo Venturi (MV Agusta)                      | Umberto Masetti (MV Agusta)                | John Surtees (MV Agusta)                                                          |
|        |      |         |            |                                            |                                               |                                            |                                                                                   |
| 37     | 1959 | Monza   | 125 cc     | Ernst Degner (MZ)                          | Carlo Ubbiali (MV Agusta)                     | Luigi Taveri (Ducati)                      | Carlo Ubbiali (MV Agusta)                                                         |
| 37     | 1959 | Monza   | 250 cc     | Carlo Ubbiali (MV Agusta)                  | Ernst Degner (MZ)                             | Emilio Mendogni (Moto Morini)              | Carlo Ubbiali (MV Agusta)                                                         |
| 37     | 1959 | Monza   | 350 cc     | John Surtees (MV Agusta)                   | Remo Venturi (MV Agusta)                      | Bob Brown (Norton)                         | John Surtees (MV Agusta)                                                          |
| 37     | 1959 | Monza   | 500 cc     | John Surtees (MV Agusta)                   | Remo Venturi (MV Agusta)                      | Geoff Duke (Norton)                        | John Surtees (MV Agusta)                                                          |
|        |      |         |            |                                            |                                               |                                            |                                                                                   |
| 38     | 1960 | Monza   | 125 cc     | Carlo Ubbiali (MV Agusta)                  | Bruno Spaggiari (MV Agusta)                   | Ernst Degner (MZ)                          | Bruno Spaggiari (MV Agusta)                                                       |
| 38     | 1960 | Monza   | 250 cc     | Carlo Ubbiali (MV Agusta)                  | Jim Redman (Honda)                            | Ernst Degner (MZ)                          | Carlo Ubbiali (MV Agusta)                                                         |
| 38     | 1960 | Monza   | 350 cc     | Gary Hocking (MV Agusta)                   | František Šťastný (Jawa)                      | John Hartle (Norton)                       | Gary Hocking (MV Agusta)                                                          |
| 38     | 1960 | Monza   | 500 cc     | John Surtees (MV Agusta)                   | Emilio Mendogni (MV Agusta)                   | Mike Hailwood (Norton)                     | John Surtees (MV Agusta)                                                          |
|        |      |         |            |                                            |                                               |                                            |                                                                                   |
| 39     | 1961 | Monza   | 125 cc     | Ernst Degner (MZ)                          | Teisuke Tanaka (Honda)                        | Luigi Taveri (Honda)                       | Tom Phillis (Honda)                                                               |
| 39     | 1961 | Monza   | 250 cc     | Jim Redman (Honda)                         | Mike Hailwood (Honda)                         | Tom Phillis (Honda)                        | Mike Hailwood (Honda)                                                             |
| 39     | 1961 | Monza   | 350 cc     | Gary Hocking (MV Agusta)                   | Mike Hailwood (MV Agusta)                     | Gustav Havel (Jawa)                        | Gary Hocking (MV Agusta)                                                          |
| 39     | 1961 | Monza   | 500 cc     | Mike Hailwood (MV Agusta)                  | Alistair King (Norton)                        | Paddy Driver (Norton)                      | Gary Hocking (MV Agusta)                                                          |
|        |      |         |            |                                            |                                               |                                            |                                                                                   |
| 40     | 1962 | Monza   | 50 cc      | Hans Georg Anscheidt (Kreidler)            | Mitsuo Itoh (Suzuki)                          | Jan Huberts (Kreidler)                     | Hans Georg Anscheidt (Kreidler)                                                   |
| 40     | 1962 | Monza   | 125 cc     | Teisuke Tanaka (Honda)                     | Luigi Taveri (Honda)                          | Tommy Robb (Honda)                         | Luigi Taveri (Honda)                                                              |
| 40     | 1962 | Monza   | 250 cc     | Jim Redman (Honda)                         | Tarquinio Provini (Moto Morini)               | Alberto Pagani (Aermacchi)                 | Jim Redman (Honda)                                                                |
| 40     | 1962 | Monza   | 350 cc     | Jim Redman (Honda)                         | Tommy Robb (Honda)                            | Silvio Grassetti (Bianchi)                 | Jim Redman (Honda)                                                                |
| 40     | 1962 | Monza   | 500 cc     | Mike Hailwood (MV Agusta)                  | Remo Venturi (MV Agusta)                      | Silvio Grassetti (Bianchi)                 | Remo Venturi (MV Agusta)                                                          |
|        |      |         |            |                                            |                                               |                                            |                                                                                   |
| 41     | 1963 | Monza   | 125 cc     | Luigi Taveri (Honda)                       | Jim Redman (Honda)                            | Kunimitsu Takahashi (Honda)                | Luigi Taveri (Honda) en Jim Redman (Honda)                                        |
| 41     | 1963 | Monza   | 250 cc     | Tarquinio Provini (Moto Morini)            | Jim Redman (Honda)                            | Luigi Taveri (Honda)                       | Tarquinio Provini (Moto Morini)                                                   |
| 41     | 1963 | Monza   | 350 cc     | Jim Redman (Honda)                         | Alan Shepherd (MZ)                            | Tommy Robb (Honda)                         | Jim Redman (Honda)                                                                |
| 41     | 1963 | Monza   | 500 cc     | Mike Hailwood (MV Agusta)                  | Jack Findlay (McIntyre-Matchless)             | Fred Stevens (Norton)                      | Mike Hailwood (MV Agusta)                                                         |
|        |      |         |            |                                            |                                               |                                            |                                                                                   |
| 42     | 1964 | Monza   | 125 cc     | Luigi Taveri (Honda)                       | Hugh Anderson (Suzuki)                        | Ernst Degner (Suzuki)                      | Hugh Anderson (Suzuki)                                                            |
| 42     | 1964 | Monza   | 250 cc     | Phil Read (Yamaha)                         | Mike Duff (Yamaha)                            | Jim Redman (Honda)                         | Mike Duff (Yamaha)                                                                |
| 42     | 1964 | Monza   | 350 cc     | Jim Redman (Honda)                         | Bruce Beale (Honda)                           | Stanislav Malina (ČZ)                      | Remo Venturi (Bianchi)                                                            |
| 42     | 1964 | Monza   | 500 cc     | Mike Hailwood (MV Agusta)                  | Benedicto Caldarella (Gilera)                 | Jack Ahearn (Norton)                       | Benedicto Caldarella (Gilera)                                                     |
|        |      |         |            |                                            |                                               |                                            |                                                                                   |
| 43     | 1965 | Monza   | 125 cc     | Hugh Anderson (Suzuki)                     | Frank Perris (Suzuki)                         | Derek Woodman (MZ)                         | Hugh Anderson (Suzuki)                                                            |
| 43     | 1965 | Monza   | 250 cc     | Tarquinio Provini (Benelli)                | Heinz Rosner (MZ)                             | Remo Venturi (Benelli)                     | Tarquinio Provini (Benelli)                                                       |
| 43     | 1965 | Monza   | 350 cc     | Giacomo Agostini (MV Agusta)               | Silvio Grassetti (Bianchi)                    | Tarquinio Provini (Benelli)                | Mike Hailwood (MV Agusta)                                                         |
| 43     | 1965 | Monza   | 500 cc     | Mike Hailwood (MV Agusta)                  | Giacomo Agostini (MV Agusta)                  | František Šťastný (Jawa)                   | Mike Hailwood (MV Agusta)                                                         |
| 43     | 1965 | Monza   | Zijspannen | Fritz Scheidegger / John Robinson (BMW)    | Georg Auerbacher / Eduard Dein (BMW)          | Otto Kölle / Heinz Marquardt (BMW)         | Fritz Scheidegger / John Robinson (BMW)                                           |
|        |      |         |            |                                            |                                               |                                            |                                                                                   |
| 44     | 1966 | Monza   | 50 cc      | Hans Georg Anscheidt (Suzuki)              | Ralph Bryans (Honda)                          | Luigi Taveri (Honda)                       | Hans Georg Anscheidt (Suzuki)                                                     |
| 44     | 1966 | Monza   | 125 cc     | Luigi Taveri (Honda)                       | Ralph Bryans (Honda)                          | Bill Ivy (Yamaha)                          | Luigi Taveri (Honda)                                                              |
| 44     | 1966 | Monza   | 250 cc     | Mike Hailwood (Honda)                      | Heinz Rosner (MZ)                             | Alberto Pagani (Aermacchi)                 | Mike Hailwood (Honda)                                                             |
| 44     | 1966 | Monza   | 350 cc     | Giacomo Agostini (MV Agusta)               | Renzo Pasolini (Aermacchi)                    | Alberto Pagani (Aermacchi)                 | Giacomo Agostini (MV Agusta)                                                      |
| 44     | 1966 | Monza   | 500 cc     | Giacomo Agostini (MV Agusta)               | Peter Williams (Matchless)                    | Jack Findlay (McIntyre-Matchless)          | Mike Hailwood (Honda)                                                             |
| 44     | 1966 | Monza   | Zijspannen | afgelast                                   | afgelast                                      | afgelast                                   | afgelast                                                                          |
|        |      |         |            |                                            |                                               |                                            |                                                                                   |
| 45     | 1967 | Monza   | 125 cc     | Bill Ivy (Yamaha)                          | Hans Georg Anscheidt (Suzuki)                 | László Szabó (MZ)                          | Bill Ivy (Yamaha)                                                                 |
| 45     | 1967 | Monza   | 250 cc     | Phil Read (Yamaha)                         | Bill Ivy (Yamaha)                             | Ralph Bryans (Honda)                       | Mike Hailwood (Honda)                                                             |
| 45     | 1967 | Monza   | 350 cc     | Ralph Bryans (Honda)                       | Silvio Grassetti (Benelli)                    | Heinz Rosner (MZ)                          | Ralph Bryans (Honda)                                                              |
| 45     | 1967 | Monza   | 500 cc     | Giacomo Agostini (MV Agusta)               | Mike Hailwood (Honda)                         | Angelo Bergamonti (Paton)                  | Mike Hailwood (Honda)                                                             |
| 45     | 1967 | Monza   | Zijspannen | Georg Auerbacher / Billie Nelson (BMW)     | Heinz Luthringshauser / Geoff Hughes (BMW)    | Otto Kölle / Rolf Schmid (BMW)             | Georg Auerbacher / Billie Nelson (BMW)                                            |
|        |      |         |            |                                            |                                               |                                            |                                                                                   |
| 46     | 1968 | Monza   | 125 cc     | Bill Ivy (Yamaha)                          | Phil Read (Yamaha)                            | Hans Georg Anscheidt (Suzuki)              | Bill Ivy (Yamaha)                                                                 |
| 46     | 1968 | Monza   | 250 cc     | Phil Read (Yamaha)                         | Bill Ivy (Yamaha)                             | Santiago Herrero (Ossa)                    | Phil Read (Yamaha)                                                                |
| 46     | 1968 | Monza   | 350 cc     | Giacomo Agostini (MV Agusta)               | Renzo Pasolini (Benelli)                      | Silvio Grassetti (Benelli)                 | Giacomo Agostini (MV Agusta)                                                      |
| 46     | 1968 | Monza   | 500 cc     | Giacomo Agostini (MV Agusta)               | Renzo Pasolini (Benelli)                      | Angelo Bergamonti (Paton)                  | Giacomo Agostini (MV Agusta)                                                      |
| 46     | 1968 | Monza   | Zijspannen | afgelast                                   | afgelast                                      | afgelast                                   | afgelast                                                                          |
|        |      |         |            |                                            |                                               |                                            |                                                                                   |
| 47     | 1969 | Imola   | 50 cc      | Paul Lodewijkx (Jamathi)                   | Barry Smith (Derbi)                           | Aalt Toersen (Kreidler)                    | Ángel Nieto (Derbi)                                                               |
| 47     | 1969 | Imola   | 125 cc     | Dave Simmonds (Kawasaki)                   | László Szabó (MZ)                             | Francesco Villa (Moto Villa)               | Dave Simmonds (Kawasaki)                                                          |
| 47     | 1969 | Imola   | 250 cc     | Phil Read (Yamaha)                         | Kel Carruthers (Benelli)                      | Kent Andersson (Yamaha)                    | Phil Read (Yamaha)                                                                |
| 47     | 1969 | Imola   | 350 cc     | Phil Read (Yamaha)                         | Silvio Grassetti (Benelli)                    | Walter Scheimann (Yamaha)                  | Phil Read (Yamaha)                                                                |
| 47     | 1969 | Imola   | 500 cc     | Alberto Pagani (Linto)                     | Gilberto Milani (Aermacchi)                   | John Dodds (Linto)                         | John Dodds (Linto)                                                                |
|        |      |         |            |                                            |                                               |                                            |                                                                                   |
| 48     | 1970 | Monza   | 50 cc      | Jan de Vries (Van Veen-Kreidler)           | Rudolf Kunz (Kreidler)                        | Ludwig Faßbender (Kreidler)                | Jan de Vries (Van Veen-Kreidler)                                                  |
| 48     | 1970 | Monza   | 125 cc     | Ángel Nieto (Derbi)                        | László Szabó (MZ)                             | Cees van Dongen (Yamaha)                   | Gilberto Parlotti (Morbidelli)                                                    |
| 48     | 1970 | Monza   | 250 cc     | Rodney Gould (Yamaha)                      | Kel Carruthers (Yamaha)                       | Phil Read (Yamaha)                         | Rodney Gould (Yamaha)                                                             |
| 48     | 1970 | Monza   | 350 cc     | Giacomo Agostini (MV Agusta)               | Angelo Bergamonti (MV Agusta)                 | Renzo Pasolini (Benelli)                   | Giacomo Agostini (MV Agusta)                                                      |
| 48     | 1970 | Monza   | 500 cc     | Giacomo Agostini (MV Agusta)               | Angelo Bergamonti (MV Agusta)                 | Silvano Bertarelli (Kawasaki)              | Renzo Pasolini (Benelli)                                                          |
|        |      |         |            |                                            |                                               |                                            |                                                                                   |
| 49     | 1971 | Monza   | 50 cc      | Jan de Vries (Kreidler)                    | Ángel Nieto (Derbi)                           | Gilberto Parlotti (Derbi)                  | Jan de Vries (Kreidler)                                                           |
| 49     | 1971 | Monza   | 125 cc     | Gilberto Parlotti (Morbidelli)             | Ángel Nieto (Derbi)                           | Barry Sheene (Suzuki)                      | Gilberto Parlotti (Morbidelli)                                                    |
| 49     | 1971 | Monza   | 250 cc     | Gyula Marsovszky (Yamaha)                  | John Dodds (Yamaha)                           | Silvio Grassetti (MZ)                      | John Dodds (Yamaha) en Gyula Marsovszky (Yamaha)                                  |
| 49     | 1971 | Monza   | 350 cc     | Jarno Saarinen (Yamaha)                    | Silvio Grassetti (MZ)                         | Barry Randle (Yamaha)                      | Giacomo Agostini (MV Agusta)                                                      |
| 49     | 1971 | Monza   | 500 cc     | Alberto Pagani (MV Agusta)                 | Giampiero Zubani (Kawasaki)                   | Dave Simmonds (Kawasaki)                   | Giacomo Agostini (MV Agusta)                                                      |
|        |      |         |            |                                            |                                               |                                            |                                                                                   |
| 50     | 1972 | Imola   | 50 cc      | Jan de Vries (Van Veen-Kreidler)           | Ángel Nieto (Derbi)                           | Rudolf Kunz (Kreidler)                     | Jan de Vries (Van Veen-Kreidler)                                                  |
| 50     | 1972 | Imola   | 125 cc     | Ángel Nieto (Derbi)                        | Chas Mortimer (Yamaha)                        | Gilberto Parlotti (Morbidelli)             | Gilberto Parlotti (Morbidelli)                                                    |
| 50     | 1972 | Imola   | 250 cc     | Renzo Pasolini (Aermacchi)                 | Rodney Gould (Yamaha)                         | Jarno Saarinen (Yamaha)                    | Renzo Pasolini (Aermacchi)                                                        |
| 50     | 1972 | Imola   | 350 cc     | Giacomo Agostini (MV Agusta)               | Renzo Pasolini (Aermacchi)                    | Jarno Saarinen (Yamaha)                    | Giacomo Agostini (MV Agusta)                                                      |
| 50     | 1972 | Imola   | 500 cc     | Giacomo Agostini (MV Agusta)               | Alberto Pagani (MV Agusta)                    | Bruno Spaggiari (Ducati)                   | Giacomo Agostini (MV Agusta)                                                      |

### Van 1973 tot 1990
| Editie | Jaar | Circuit | Klasse     | 1e                                             | 2e                                               | 3e                                                      | Poleposition                                      | Snelste ronde                                  |
| ------ | ---- | ------- | ---------- | ---------------------------------------------- | ------------------------------------------------ | ------------------------------------------------------- | ------------------------------------------------- | ---------------------------------------------- |
| 51     | 1973 | Monza   | 50 cc      | Jan de Vries (Van Veen-Kreidler)               | Bruno Kneubühler (Kreidler)                      | Gerhard Thurow (Kreidler)                               | Jan de Vries (Van Veen-Kreidler)                  | Jan de Vries (Van Veen-Kreidler)               |
| 51     | 1973 | Monza   | 125 cc     | Kent Andersson (Yamaha)                        | Jos Schurgers (Bridgestone)                      | Eugenio Lazzarini (Piovaticci)                          | Kent Andersson (Yamaha)                           | Kent Andersson (Yamaha)                        |
| 51     | 1973 | Monza   | 250 cc     | afgelast                                       | afgelast                                         | afgelast                                                | Jarno Saarinen (Yamaha)                           | -                                              |
| 51     | 1973 | Monza   | 350 cc     | Giacomo Agostini (MV Agusta)                   | Teuvo Länsivuori (Yamaha)                        | Kent Andersson (Yamaha)                                 | Giacomo Agostini (MV Agusta)                      | Renzo Pasolini (Harley Davidson)               |
| 51     | 1973 | Monza   | 500 cc     | afgelast                                       | afgelast                                         | afgelast                                                | Jarno Saarinen (Yamaha)                           | -                                              |
|        |      |         |            |                                                |                                                  |                                                         |                                                   |                                                |
| 52     | 1974 | Imola   | 50 cc      | Henk van Kessel (Van Veen-Kreidler)            | Jan Bruins (Jamathi)                             | Otello Buscherini (Malanca)                             | Henk van Kessel (Van Veen-Kreidler)               | Henk van Kessel (Van Veen-Kreidler)            |
| 52     | 1974 | Imola   | 125 cc     | Ángel Nieto (Derbi)                            | Kent Andersson (Yamaha)                          | Pier Paolo Bianchi (Minarelli)                          | Otello Buscherini (Malanca)                       | Ángel Nieto (Derbi)                            |
| 52     | 1974 | Imola   | 250 cc     | Walter Villa (Harley Davidson)                 | Bruno Kneubühler (Yamaha)                        | Patrick Pons (Yamaha)                                   | Walter Villa (Harley Davidson)                    | Walter Villa (Harley Davidson)                 |
| 52     | 1974 | Imola   | 350 cc     | Giacomo Agostini (Yamaha)                      | Mario Lega (Yamaha)                              | Michel Rougerie (Harley Davidson)                       | Teuvo Länsivuori (Yamaha)                         | Giacomo Agostini (Yamaha)                      |
| 52     | 1974 | Imola   | 500 cc     | Gianfranco Bonera (MV Agusta)                  | Teuvo Länsivuori (Yamaha)                        | Phil Read (MV Agusta)                                   | Giacomo Agostini (Yamaha)                         | Giacomo Agostini (Yamaha)                      |
| 52     | 1974 | Imola   | Zijspannen | Klaus Enders / Ralf Engelhardt (Busch Spezial) | Rolf Biland / Freddy Freiburghaus (CAT-Crescent) | Rolf Steinhausen / Karl Scheurer (König)                | Werner Schwärzel / Karl-Heinz Kleis (König)       | Werner Schwärzel / Karl-Heinz Kleis (König)    |
|        |      |         |            |                                                |                                                  |                                                         |                                                   |                                                |
| 53     | 1975 | Imola   | 50 cc      | Ángel Nieto (Van Veen-Kreidler)                | Eugenio Lazzarini (Piovaticci)                   | Stefan Dörflinger (Kreidler)                            | Eugenio Lazzarini (Piovaticci)                    | Eugenio Lazzarini (Piovaticci)                 |
| 53     | 1975 | Imola   | 125 cc     | Paolo Pileri (Morbidelli)                      | Pier Paolo Bianchi (Morbidelli)                  | Henk van Kessel (Bridgestone)                           | Pier Paolo Bianchi (Morbidelli)                   | Pier Paolo Bianchi (Morbidelli)                |
| 53     | 1975 | Imola   | 250 cc     | Walter Villa (Harley Davidson)                 | Johnny Cecotto (Yamaha)                          | Michel Rougerie (Harley Davidson)                       | Walter Villa (Harley Davidson)                    | Walter Villa (Harley Davidson)                 |
| 53     | 1975 | Imola   | 350 cc     | Johnny Cecotto (Yamaha)                        | Giacomo Agostini (Yamaha)                        | Patrick Pons (Yamaha)                                   | Hideo Kanaya (Yamaha)                             | Giacomo Agostini (Yamaha)                      |
| 53     | 1975 | Imola   | 500 cc     | Giacomo Agostini (Yamaha)                      | Phil Read (MV Agusta)                            | Hideo Kanaya (Yamaha)                                   | Giacomo Agostini (Yamaha)                         | Giacomo Agostini (Yamaha)                      |
| 53     | 1975 | Imola   | Zijspannen | afgelast                                       | afgelast                                         | afgelast                                                | Rolf Biland / Freddy Freiburghaus (Seymaz-Yamaha) | -                                              |
|        |      |         |            |                                                |                                                  |                                                         |                                                   |                                                |
| 54     | 1976 | Mugello | 50 cc      | Ángel Nieto (Bultaco)                          | Eugenio Lazzarini (UFO-Morbidelli)               | Rudolf Kunz (Kreidler)                                  | Ángel Nieto (Bultaco)                             | Ángel Nieto (Bultaco)                          |
| 54     | 1976 | Mugello | 125 cc     | Pier Paolo Bianchi (Morbidelli)                | Paolo Pileri (Morbidelli)                        | Ángel Nieto (Bultaco)                                   | Pier Paolo Bianchi (Morbidelli)                   | Otello Buscherini (Malanca)                    |
| 54     | 1976 | Mugello | 250 cc     | Walter Villa (Harley Davidson)                 | Takazumi Katayama (Yamaha)                       | Pentti Korhonen (Yamaha)                                | Walter Villa (Harley Davidson)                    | Walter Villa (Harley Davidson)                 |
| 54     | 1976 | Mugello | 350 cc     | Johnny Cecotto (Yamaha)                        | Franco Uncini (Yamaha)                           | John Dodds (Yamaha)                                     | John Dodds (Yamaha)                               | Johnny Cecotto (Yamaha)                        |
| 54     | 1976 | Mugello | 500 cc     | Barry Sheene (Suzuki)                          | Phil Read (Suzuki)                               | Virginio Ferrari (Suzuki)                               | Giacomo Agostini (Suzuki)                         | Barry Sheene (Suzuki)                          |
|        |      |         |            |                                                |                                                  |                                                         |                                                   |                                                |
| 55     | 1977 | Imola   | 50 cc      | Eugenio Lazzarini (Kreidler)                   | Ricardo Tormo (Bultaco)                          | Ángel Nieto (Bultaco)                                   | Eugenio Lazzarini (Kreidler)                      | Eugenio Lazzarini (Kreidler)                   |
| 55     | 1977 | Imola   | 125 cc     | Pier Paolo Bianchi (Morbidelli)                | Eugenio Lazzarini (Morbidelli)                   | Maurizio Massimiani (Morbidelli)                        | Pier Paolo Bianchi (Morbidelli)                   | Pier Paolo Bianchi (Morbidelli)                |
| 55     | 1977 | Imola   | 250 cc     | Franco Uncini (Bimota-Harley Davidson)         | Mario Lega (Morbidelli)                          | Barry Ditchburn (Kawasaki)                              | Franco Uncini (Bimota-Harley Davidson)            | Franco Uncini (Bimota-Harley Davidson)         |
| 55     | 1977 | Imola   | 350 cc     | Alan North (Yamaha)                            | Mario Lega (Morbidelli)                          | Takazumi Katayama (Yamaha)                              | Alan North (Yamaha)                               | Mario Lega (Morbidelli)                        |
| 55     | 1977 | Imola   | 500 cc     | Barry Sheene (Suzuki)                          | Virginio Ferrari (Suzuki)                        | Armando Toracca (Suzuki)                                | Barry Sheene (Suzuki)                             | Barry Sheene (Suzuki)                          |
|        |      |         |            |                                                |                                                  |                                                         |                                                   |                                                |
| 56     | 1978 | Mugello | 50 cc      | Ricardo Tormo (Bultaco)                        | Patrick Plisson (ABF)                            | Julien van Zeebroeck (Kreidler)                         | Ricardo Tormo (Bultaco)                           | Stefan Dörflinger (Kreidler)                   |
| 56     | 1978 | Mugello | 125 cc     | Eugenio Lazzarini (MBA)                        | Maurizio Massimiani (Morbidelli)                 | Harald Bartol (Morbidelli)                              | Eugenio Lazzarini (MBA)                           | Thierry Espié (Motobécane)                     |
| 56     | 1978 | Mugello | 250 cc     | Kork Ballington (Kawasaki)                     | Gregg Hansford (Kawasaki)                        | Franco Uncini (Yamaha)                                  | Kenny Roberts sr. (Yamaha)                        | Kork Ballington (Kawasaki)                     |
| 56     | 1978 | Mugello | 350 cc     | Kork Ballington (Kawasaki)                     | Gregg Hansford (Kawasaki)                        | Takazumi Katayama (Yamaha)                              | Franco Uncini (Yamaha)                            | Gregg Hansford (Kawasaki)                      |
| 56     | 1978 | Mugello | 500 cc     | Kenny Roberts sr. (Yamaha)                     | Pat Hennen (Suzuki)                              | Marco Lucchinelli (Suzuki)                              | Kenny Roberts sr. (Yamaha)                        | Kenny Roberts sr. (Yamaha)                     |
| 56     | 1978 | Mugello | Zijspannen | Rolf Biland / Kenneth Williams (BEO-Yamaha)    | Werner Schwärzel / Andreas Huber (ARO-Fath)      | Jean-François Monnin / Philippe Miserez (Seymaz-Yamaha) | Alain Michel / Stuart Collins (Seymaz-Yamaha)     | Rolf Biland / Kenneth Williams (BEO-Yamaha)    |
|        |      |         |            |                                                |                                                  |                                                         |                                                   |                                                |
| 57     | 1979 | Imola   | 50 cc      | Eugenio Lazzarini (Kreidler)                   | Rolf Blatter (Kreidler)                          | Peter Looijesteijn (Kreidler)                           | Eugenio Lazzarini (Kreidler)                      | Eugenio Lazzarini (Kreidler)                   |
| 57     | 1979 | Imola   | 125 cc     | Ángel Nieto (Minarelli)                        | Thierry Espié (Motobécane)                       | Maurizio Massimiani (MBA)                               | Ángel Nieto (Minarelli)                           | Thierry Espié (Motobécane)                     |
| 57     | 1979 | Imola   | 250 cc     | Kork Ballington (Kawasaki)                     | Randy Mamola (Adriatica)                         | Barry Ditchburn (Kawasaki)                              | Kork Ballington (Kawasaki)                        | Kork Ballington (Kawasaki)                     |
| 57     | 1979 | Imola   | 350 cc     | Gregg Hansford (Kawasaki)                      | Sadao Asami (Yamaha)                             | Patrick Fernandez (Yamaha)                              | Kork Ballington (Kawasaki)                        | Kork Ballington (Kawasaki)                     |
| 57     | 1979 | Imola   | 500 cc     | Kenny Roberts sr. (Yamaha)                     | Virginio Ferrari (Suzuki)                        | Tom Herron (Suzuki)                                     | Barry Sheene (Suzuki)                             | Kenny Roberts sr. (Yamaha)                     |
|        |      |         |            |                                                |                                                  |                                                         |                                                   |                                                |
| 58     | 1980 | Misano  | 50 cc      | Eugenio Lazzarini (Iprem)                      | Theo Timmer (Bultaco)                            | Hans-Jürgen Hummel (Kreidler)                           | Eugenio Lazzarini (Iprem)                         | Stefan Dörflinger (Kreidler)                   |
| 58     | 1980 | Misano  | 125 cc     | Pier Paolo Bianchi (MBA)                       | Guy Bertin (Motobécane)                          | Bruno Kneubühler (MBA)                                  | Pier Paolo Bianchi (MBA)                          | Pier Paolo Bianchi (MBA)                       |
| 58     | 1980 | Misano  | 250 cc     | Toni Mang (Krauser)                            | Jean-François Baldé (Kawasaki)                   | Pierluigi Conforti (Yamaha)                             | Toni Mang (Krauser)                               | Kork Ballington (Kawasaki)                     |
| 58     | 1980 | Misano  | 350 cc     | Johnny Cecotto (Yamaha)                        | Massimo Matteoni (Bimota-Yamaha)                 | Walter Villa (Adriatica-Yamaha)                         | Johnny Cecotto (Yamaha)                           | Carlos Lavado (Yamaha)                         |
| 58     | 1980 | Misano  | 500 cc     | Kenny Roberts sr. (Yamaha)                     | Franco Uncini (Suzuki)                           | Graziano Rossi (Suzuki)                                 | Marco Lucchinelli (Suzuki)                        | Kenny Roberts sr. (Yamaha)                     |
|        |      |         |            |                                                |                                                  |                                                         |                                                   |                                                |
| 59     | 1981 | Monza   | 50 cc      | Ricardo Tormo (Bultaco)                        | Stefan Dörflinger (Kreidler)                     | Hagen Klein (Kreidler)                                  | Stefan Dörflinger (Kreidler)                      | Ricardo Tormo (Bultaco)                        |
| 59     | 1981 | Monza   | 125 cc     | Guy Bertin (Sanvenero)                         | Loris Reggiani (Minarelli)                       | Jacques Bolle (Motobécane)                              | Pier Paolo Bianchi (MBA)                          | Guy Bertin (Sanvenero)                         |
| 59     | 1981 | Monza   | 250 cc     | Eric Saul (Chevallier-Yamaha)                  | Maurizio Massimiani (Ad Maiora)                  | Toni Mang (Kawasaki)                                    | Toni Mang (Kawasaki)                              | Toni Mang (Kawasaki)                           |
| 59     | 1981 | Monza   | 350 cc     | Jon Ekerold (Bimota-Yamaha)                    | Toni Mang (Kawasaki)                             | Massimo Matteoni (Bimota-Yamaha)                        | Toni Mang (Kawasaki)                              | Jon Ekerold (Bimota-Yamaha)                    |
| 59     | 1981 | Monza   | 500 cc     | Kenny Roberts sr. (Yamaha)                     | Graeme Crosby (Suzuki)                           | Barry Sheene (Yamaha)                                   | Marco Lucchinelli (Suzuki)                        | Kenny Roberts sr. (Yamaha)                     |
|        |      |         |            |                                                |                                                  |                                                         |                                                   |                                                |
| 60     | 1982 | Misano  | 50 cc      | Stefan Dörflinger (Kreidler)                   | Ricardo Tormo (Bultaco)                          | Claudio Lusuardi (Moto Villa)                           | Stefan Dörflinger (Kreidler)                      | Stefan Dörflinger (Kreidler)                   |
| 60     | 1982 | Misano  | 125 cc     | Ángel Nieto (Garelli)                          | Pier Paolo Bianchi (Sanvenero)                   | Iván Palazzese (MBA)                                    | Pier Paolo Bianchi (Sanvenero)                    | Pier Paolo Bianchi (Sanvenero)                 |
| 60     | 1982 | Misano  | 250 cc     | Toni Mang (Kawasaki)                           | Roland Freymond (MBA)                            | Jean-Louis Tournadre (Yamaha)                           | Massimo Matteoni (Bimota-Yamaha)                  | Toni Mang (Kawasaki)                           |
| 60     | 1982 | Misano  | 350 cc     | Didier de Radiguès (Chevallier-Yamaha)         | Carlos Lavado (Yamaha)                           | Massimo Matteoni (Bimota-Yamaha)                        | Didier de Radiguès (Chevallier-Yamaha)            | Carlos Lavado (Yamaha)                         |
| 60     | 1982 | Misano  | 500 cc     | Franco Uncini (Suzuki)                         | Freddie Spencer (Honda)                          | Graeme Crosby (Yamaha)                                  | Franco Uncini (Suzuki)                            | Freddie Spencer (Honda)                        |
|        |      |         |            |                                                |                                                  |                                                         |                                                   |                                                |
| 61     | 1983 | Monza   | 50 cc      | Eugenio Lazzarini (Garelli)                    | Claudio Lusuardi (Moto Villa)                    | George Looijesteijn (Kreidler)                          | Eugenio Lazzarini (Garelli)                       | Eugenio Lazzarini (Garelli)                    |
| 61     | 1983 | Monza   | 125 cc     | Ángel Nieto (Garelli)                          | Eugenio Lazzarini (Garelli)                      | Ezio Gianola (MBA)                                      | Ángel Nieto (Garelli)                             | Ángel Nieto (Garelli)                          |
| 61     | 1983 | Monza   | 250 cc     | Carlos Lavado (Yamaha)                         | Thierry Espié (Chevallier-Yamaha)                | Manfred Herweh (Real-Rotax)                             | Patrick Fernandez (Bartol)                        | Iván Palazzese (Yamaha)                        |
| 61     | 1983 | Monza   | 500 cc     | Freddie Spencer (Honda)                        | Randy Mamola (Suzuki)                            | Eddie Lawson (Yamaha)                                   | Kenny Roberts sr. (Yamaha)                        | Kenny Roberts sr. (Yamaha)                     |
|        |      |         |            |                                                |                                                  |                                                         |                                                   |                                                |
| 62     | 1984 | Misano  | 80 cc      | Pier Paolo Bianchi (HuVo-Casal)                | Stefan Dörflinger (Zündapp)                      | Hubert Abold (Zündapp)                                  | Ricardo Tormo (Derbi)                             | Pier Paolo Bianchi (HuVo-Casal)                |
| 62     | 1984 | Misano  | 125 cc     | Ángel Nieto (Garelli)                          | Maurizio Vitali (MBA)                            | Eugenio Lazzarini (Garelli)                             | Maurizio Vitali (MBA)                             | Ángel Nieto (Garelli)                          |
| 62     | 1984 | Misano  | 250 cc     | Fausto Ricci (Yamaha)                          | Martin Wimmer (Yamaha)                           | Wayne Rainey (Yamaha)                                   | Jean-Michel Mattioli (Chevallier-Yamaha)          | Wayne Rainey (Yamaha)                          |
| 62     | 1984 | Misano  | 500 cc     | Freddie Spencer (Honda)                        | Eddie Lawson (Yamaha)                            | Raymond Roche (Honda)                                   | Freddie Spencer (Honda)                           | Freddie Spencer (Honda)                        |
|        |      |         |            |                                                |                                                  |                                                         |                                                   |                                                |
| 63     | 1985 | Mugello | 80 cc      | Jorge Martínez (Derbi)                         | Manuel Herreros (Derbi)                          | Stefan Dörflinger (Krauser)                             | Stefan Dörflinger (Krauser)                       | Jorge Martínez (Derbi)                         |
| 63     | 1985 | Mugello | 125 cc     | Pier Paolo Bianchi (MBA)                       | Ezio Gianola (Garelli)                           | Lucio Pietroniro (MBA)                                  | August Auinger (MBA)                              | Luca Cadalora (MBA)                            |
| 63     | 1985 | Mugello | 250 cc     | Freddie Spencer (Honda)                        | Carlos Lavado (Yamaha)                           | Fausto Ricci (Honda)                                    | Martin Wimmer (Yamaha)                            | Freddie Spencer (Honda)                        |
| 63     | 1985 | Mugello | 500 cc     | Freddie Spencer (Honda)                        | Eddie Lawson (Yamaha)                            | Wayne Gardner (Honda)                                   | Freddie Spencer (Honda)                           | Freddie Spencer (Honda)                        |
|        |      |         |            |                                                |                                                  |                                                         |                                                   |                                                |
| 64     | 1986 | Monza   | 80 cc      | Stefan Dörflinger (Krauser)                    | Jorge Martínez (Derbi)                           | Manuel Herreros (Derbi)                                 | Stefan Dörflinger (Krauser)                       | Ian McConnachie (Krauser)                      |
| 64     | 1986 | Monza   | 125 cc     | Fausto Gresini (Garelli)                       | Ángel Nieto (Ducados-MBA)                        | August Auinger (MBA)                                    | Fausto Gresini (Garelli)                          | Fausto Gresini (Garelli)                       |
| 64     | 1986 | Monza   | 250 cc     | Toni Mang (Honda)                              | Carlos Lavado (Yamaha)                           | Jean-François Baldé (Honda)                             | Martin Wimmer (Yamaha)                            | Sito Pons (Honda)                              |
| 64     | 1986 | Monza   | 500 cc     | Eddie Lawson (Yamaha)                          | Randy Mamola (Yamaha)                            | Mike Baldwin (Yamaha)                                   | Eddie Lawson (Yamaha)                             | Mike Baldwin (Yamaha)                          |
|        |      |         |            |                                                |                                                  |                                                         |                                                   |                                                |
| 65     | 1987 | Monza   | 80 cc      | Jorge Martínez (Derbi)                         | Manuel Herreros (Derbi)                          | Stefan Dörflinger (Krauser)                             | Jorge Martínez (Derbi)                            | Jorge Martínez (Derbi)                         |
| 65     | 1987 | Monza   | 125 cc     | Fausto Gresini (Garelli)                       | Bruno Casanova (Garelli)                         | August Auinger (MBA)                                    | Bruno Casanova (Garelli)                          | Bruno Casanova (Garelli)                       |
| 65     | 1987 | Monza   | 250 cc     | Toni Mang (Honda)                              | Reinhold Roth (Honda)                            | Dominique Sarron (Honda)                                | Loris Reggiani (Aprilia-Rotax)                    | Dominique Sarron (Honda)                       |
| 65     | 1987 | Monza   | 500 cc     | Wayne Gardner (Honda)                          | Eddie Lawson (Yamaha)                            | Christian Sarron (Yamaha)                               | Wayne Gardner (Honda)                             | Wayne Gardner (Honda)                          |
|        |      |         |            |                                                |                                                  |                                                         |                                                   |                                                |
| 66     | 1988 | Imola   | 80 cc      | Jorge Martínez (Derbi)                         | Stefan Dörflinger (Krauser)                      | Manuel Herreros (Derbi)                                 | Jorge Martínez (Derbi)                            | Jorge Martínez (Derbi)                         |
| 66     | 1988 | Imola   | 125 cc     | Jorge Martínez (Derbi)                         | Manuel Herreros (Derbi)                          | Ezio Gianola (Honda)                                    | Jorge Martínez (Derbi)                            | Jorge Martínez (Derbi)                         |
| 66     | 1988 | Imola   | 250 cc     | Dominique Sarron (Honda)                       | Sito Pons (Honda)                                | Juan Garriga (Yamaha)                                   | Dominique Sarron (Honda)                          | Dominique Sarron (Honda)                       |
| 66     | 1988 | Imola   | 500 cc     | Eddie Lawson (Yamaha)                          | Wayne Gardner (Honda)                            | Wayne Rainey (Yamaha)                                   | Wayne Gardner (Honda)                             | Eddie Lawson (Yamaha) en Wayne Gardner (Honda) |
|        |      |         |            |                                                |                                                  |                                                         |                                                   |                                                |
| 67     | 1989 | Misano  | 80 cc      | Jorge Martínez (Derbi)                         | Gabriele Gnani (Gnani)                           | Herri Torrontegui (Krauser)                             | Stefan Dörflinger (Krauser)                       | Peter Öttl (Krauser)                           |
| 67     | 1989 | Misano  | 125 cc     | Ezio Gianola (Honda)                           | Hans Spaan (Honda)                               | Fausto Gresini (Aprilia)                                | Hans Spaan (Honda)                                | Àlex Crivillé (JJ Cobas-Rotax)                 |
| 67     | 1989 | Misano  | 250 cc     | Sito Pons (Honda)                              | Jean-Philippe Ruggia (Yamaha)                    | Jacques Cornu (Honda)                                   | Luca Cadalora (Yamaha)                            | Juan Garriga (Yamaha)                          |
| 67     | 1989 | Misano  | 500 cc     | Pierfrancesco Chili (Honda)                    | Simon Buckmaster (Honda)                         | Michael Rudroff (Honda)                                 | Kevin Schwantz (Suzuki)                           | Eddie Lawson (Honda)                           |
|        |      |         |            |                                                |                                                  |                                                         |                                                   |                                                |
| 68     | 1990 | Misano  | 125 cc     | Jorge Martínez (JJ Cobas-Rotax)                | Dirk Raudies (Honda)                             | Loris Capirossi (Honda)                                 | Jorge Martínez (JJ Cobas-Rotax)                   | Stefan Prein (Honda)                           |
| 68     | 1990 | Misano  | 250 cc     | John Kocinski (Yamaha)                         | Helmut Bradl (Honda)                             | Wilco Zeelenberg (Honda)                                | John Kocinski (Yamaha)                            | John Kocinski (Yamaha)                         |
| 68     | 1990 | Misano  | 500 cc     | Wayne Rainey (Yamaha)                          | Kevin Schwantz (Suzuki)                          | Mick Doohan (Honda)                                     | Wayne Rainey (Yamaha)                             | Wayne Rainey (Yamaha)                          |
| 68     | 1990 | Misano  | Zijspannen | Rolf Biland / Kurt Waltisperg (LCR-Krauser)    | Steve Webster / Gavin Simmons (LCR-Krauser)      | Egbert Streuer / Geral de Haas (LCR-Yamaha)             | Alain Michel / Simon Birchall (LCR-Krauser)       | Rolf Biland / Kurt Waltisperg (LCR-Krauser)    |

### Lijst van verongelukte coureurs
| Coureur             | Datum             | Klasse            |
| ------------------- | ----------------- | ----------------- |
| Luigi Galli         | 11 september 1926 | 250 cc            |
| Rupert Hollaus      | 11 september 1954 | 125 cc            |
| Gianni Degli Antoni | 7 augustus 1956   | 125 cc            |
| Adolfo Covi         | 6 september 1959  | 500 cc            |
| Otello Buscherini   | 16 mei 1976       | 250 cc            |
| Renzo Pasolini      | 20 mei 1973       | 250 cc            |
| Jarno Saarinen      | 20 mei 1973       | 250 cc            |
| Paolo Tordi         | 16 mei 1976       | 350 cc            |
| Mauro Ceccoli       | 24 mei 1987       | Yamaha Trophy Cup |

1922 · 1923 · 1924 · 1925 · 1926 · 1927 · 1928 · 1929 · 1930 · 1931 · 1932 · 1933 · 1934 · 1935 · 1936 · 1937 · 1938 · 1939 · 1947 · 1948 · 1949 · 1950 · 1951 · 1952 · 1953 · 1954 · 1955 · 1956 · 1957 · 1958 · 1959 · 1960 · 1961 · 1962 · 1963 · 1964 · 1965 · 1966 · 1967 · 1968 · 1969 · 1970 · 1971 · 1972 · 1973 · 1974 · 1975 · 1976 · 1977 · 1978 · 1979 · 1980 · 1981 · 1982 · 1983 · 1984 · 1985 · 1986 · 1987 · 1988 · 1989 · 1990